# Alpincenter Hamburg-Wittenburg

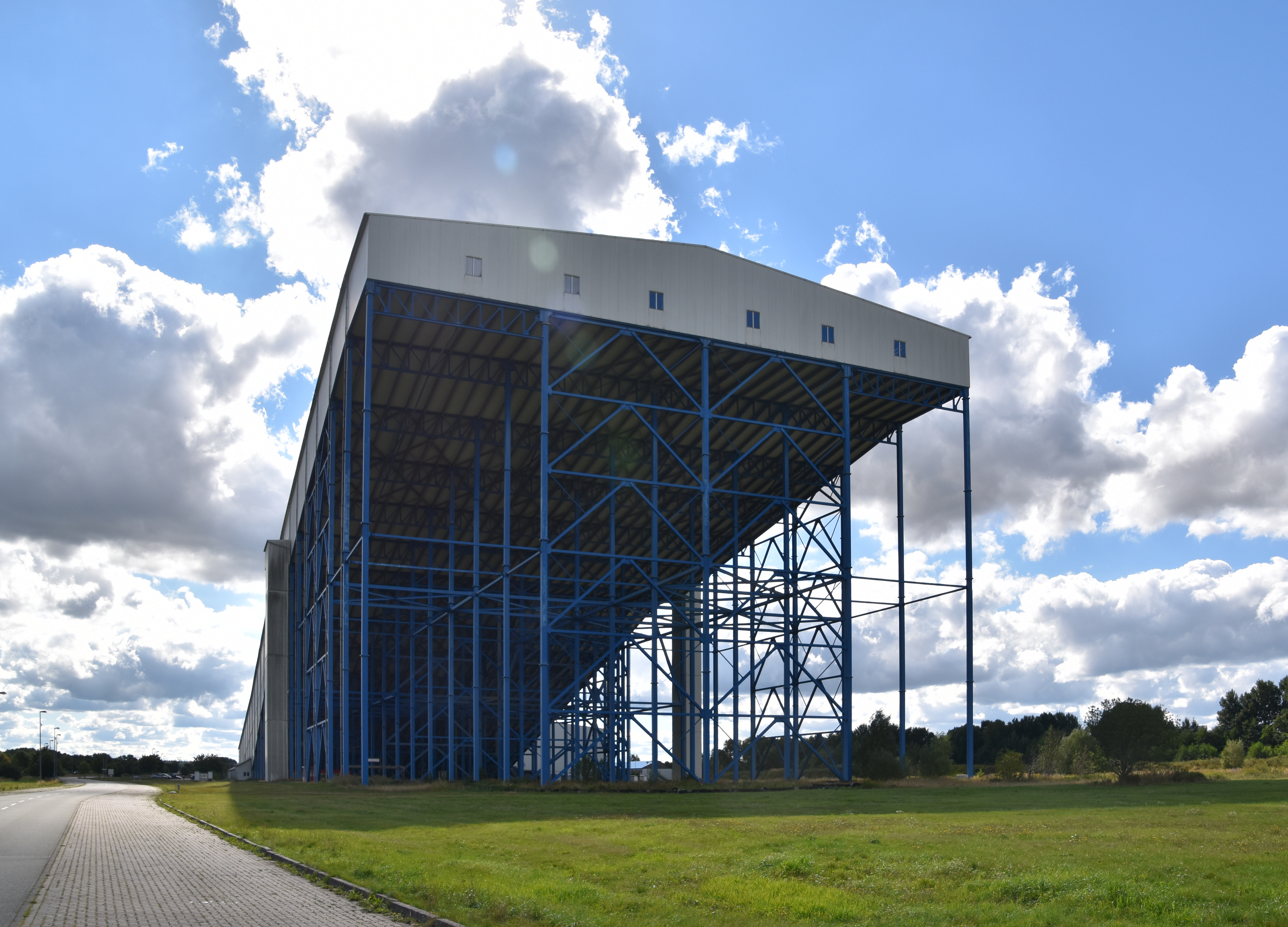
Alpincenter Hamburg-Wittenburg

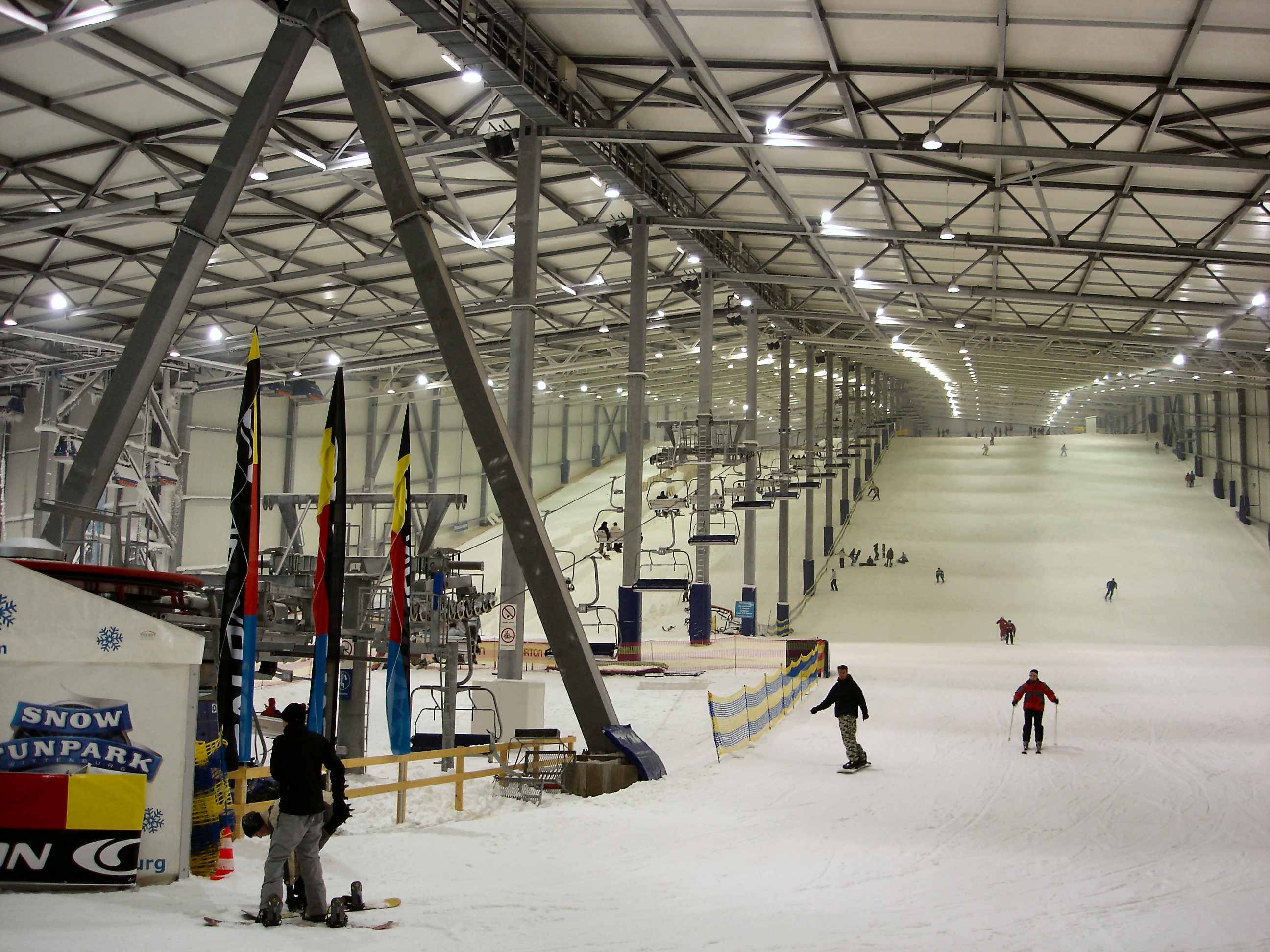
Innenansicht

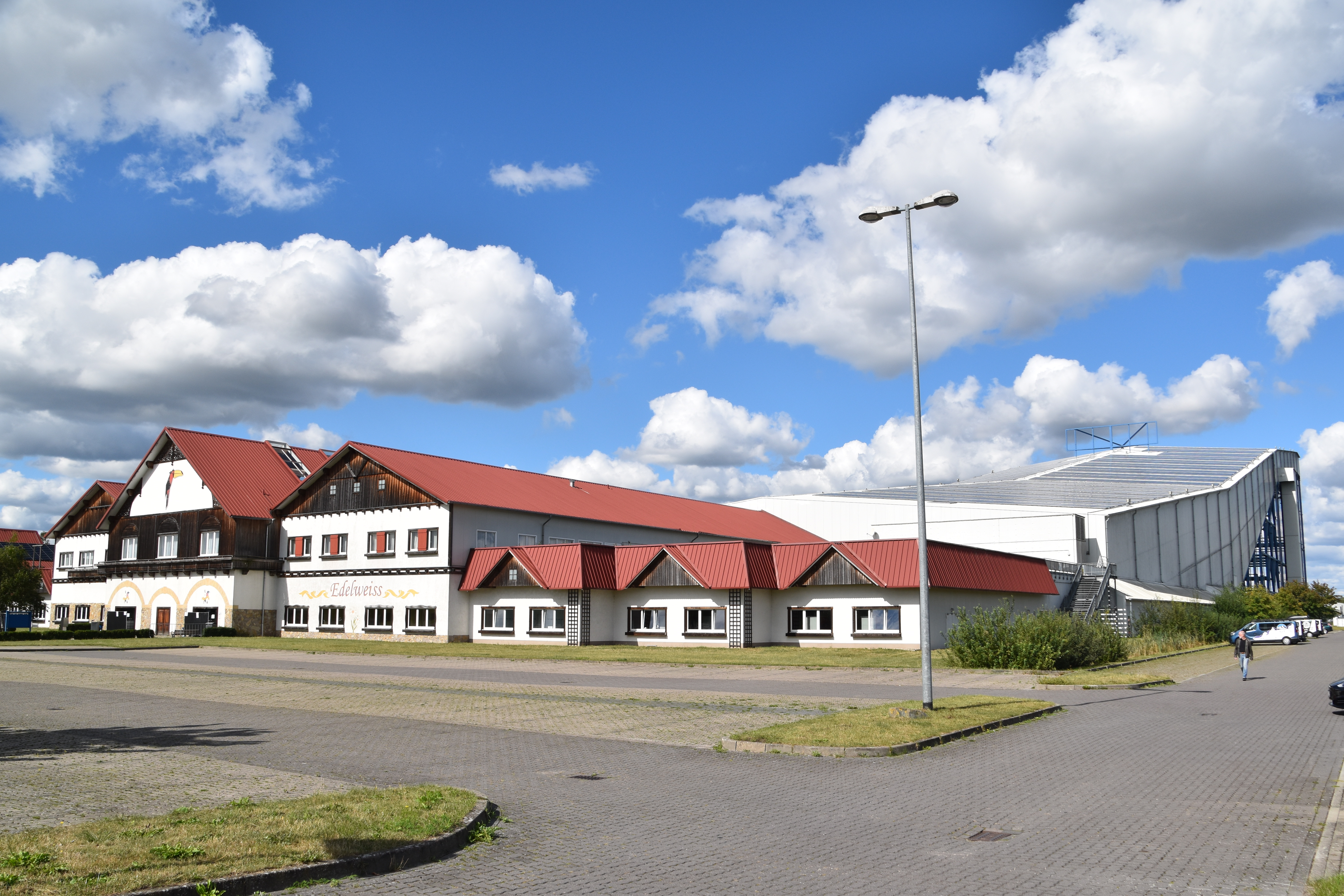
Vorderansicht mit Empfangsgebäude

Das alpincenter Hamburg-Wittenburg (ehemals Snow Funpark) ist eine Skihalle in Wittenburg im Westen Mecklenburg-Vorpommerns etwa 80 Kilometer östlich von Hamburg.
Die auf dem 33,8 Hektar großen Gelände befindliche Wintersporthalle hat eine Pistenfläche von 30.000 m² und ist damit die größte Deutschlands und einer der größten Europas. Die Hauptpiste besitzt eine Pistenlänge von 330 Metern sowie eine Breite von 100 Metern bei einer Höhendifferenz von 57 Metern. Mit 31 % Gefälle (Rote Piste) besitzt sie die steilste Abfahrt in einer Skihalle in Deutschland und wird weltweit nur von den Skihallen in Oslo und Dubai übertroffen. Zusätzlich existieren Funpark-Elemente und ein Anfängerhang mit 90 Metern Länge und 40 Metern Breite und mit nur 10 % Gefälle. Zur Beförderung der Wintersportler gibt es einen 4er-Sessellift, einen Schlepplift sowie zwei Babylifte. Auf dem Firmengelände befinden sich außerdem Hotels, gastronomische Einrichtungen, Tagungsräume und weitere Nutz- und Veranstaltungsflächen. Seit Errichtung prägt die bereits von der Bundesautobahn 24 sichtbare Skihalle das Stadtbild.

## Geschichte
Die Skihalle eröffnete zunächst unter dem Namen Snow Funpark am 8. Dezember 2006 nach siebenmonatiger Bauzeit. Die Kosten des Bauprojekts betrugen 75 Mio. Euro, ein Anteil von 17,4 Mio. Euro wurde vom Land Mecklenburg-Vorpommern an Fördermitteln bewilligt, wovon bis 2008 15,9 Millionen ausgeschüttet wurden. Das Objekt war die fünfte Skihalle in Deutschland, die vierte eröffnete wenige Monate zuvor im niedersächsischen Bispingen und damit ebenfalls im Raum Hamburg. Im Juli 2007 eröffnete auf dem Gelände des Snow Funparks die sogenannte Outdoor-Erlebniswelt mit Kartbahn, Hochseilgarten und Wellnessanlage. Schon im Dezember 2007 gab es Gerüchte um eine finanzielle Schieflage des Wintersportparks auf Grund von Auslastungsproblemen, die der Betreiber dementierte. Im Januar 2008 fand in Wittenburg der erste Snowboard-Worldcup statt (im Inneren war eine Halfpipe mit einer Größe von 13 × 18 × 5 Metern installiert). 
Wegen mangelnder Besucherzahlen wurden im März 2008 50 der 264 Arbeitsplätze gestrichen, zudem blieb die Anlage künftig montags und dienstags geschlossen. Der Landesrechnungshof prüfte die Fördermittelvergabe. Während bereits Investoren aus den Niederlanden, Großbritannien und Deutschland Interesse an der Skihalle bekundet haben, bestritt der Betreiber Hans-Gerd Hanel, der in Hamburg eine Firma für Klima-, Kälte- und Verfahrenstechnik führte, noch, dass der Funpark oder eine seiner Firmen vor der Insolvenz stehe. Im Juni 2008 wurde bekannt, dass Insolvenzantrag für die Hanel Holding beim Amtsgericht der Hansestadt Hamburg gestellt wurde.
Neuer Betreiber der Anlage ist seit dem 16. Oktober 2008 die niederländische Van-der-Valk-Gruppe, die bis dahin in Mecklenburg bereits drei Hotel- und Ferienresortprojekte besaß. Das Unternehmen unterzeichnete vorerst einen Mietvertrag mit Kaufoption. Eine weitere von Van der Valk geführte Skihalle befindet sich mit dem alpincenter Bottrop in Nordrhein-Westfalen. Mit der Übernahme des Objekts in Wittenburg war die Umbenennung des Snow Funparks in alpincenter Hamburg-Wittenburg verbunden.
Nachdem sich durch Frosteinwirkung im Boden Fundamente hoben, wurde die Skihalle durch die Bauaufsicht des Landkreises Ludwigslust im August 2010 gesperrt. Betreiber und Baufirma stritten über Ursachen. Van der Valk hielt an einem Weiterbetrieb oder gar Kauf des Objekts fest. Die zunächst für November 2010 geplante Wiedereröffnung wurde immer wieder verschoben, zuletzt nach Eigenangaben aufgrund komplexer statischer Berechnungen. Im Dezember 2010 verkaufte die Hypo-Alpe-Adria-Bank die Skihalle an das Unternehmen Van der Valk. Am 24. September 2011 wurde die Halle wiedereröffnet.
Nach einem Umbau im Jahr 2023/24 und der Aufgabe der Halfpipe, ist die Hauptabfahrt nun rund 100 m breit und über diese wurden verschiedene Jumps, Rails, Boxen (typische Elemente eines Funparks) angelegt. Zusätzlich wurde im oberen flachen Abschnitt ein Babylift installiert.
Nach Unternehmensangaben zählt die Skihalle etwa 100.000 Besucher im Jahr.
Im Sommer ist die Skihalle ausschließlich für das Training der Ski-Profis, wie u. a. Mikaela Shiffrin, geöffnet.

## Umweltbilanz

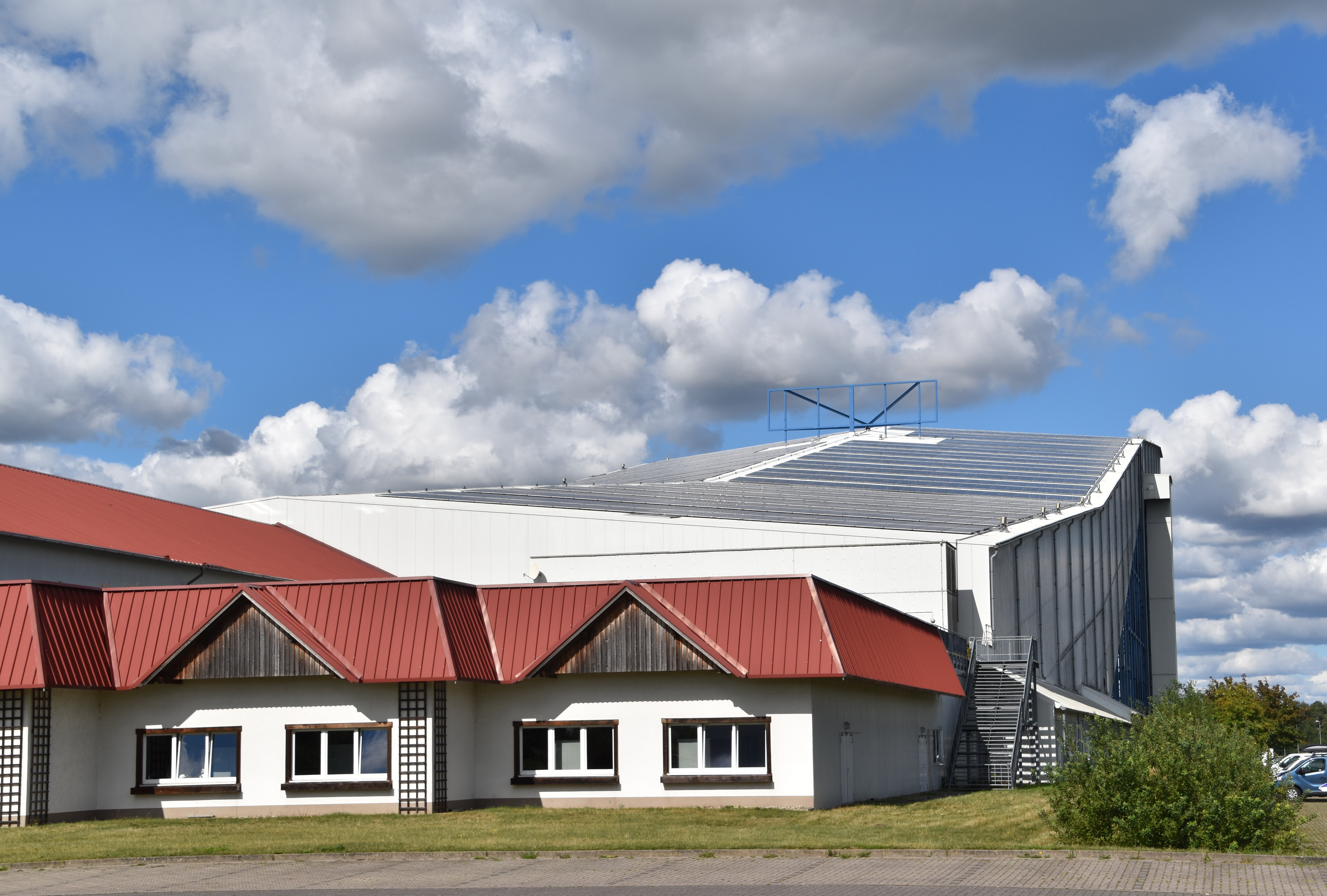
Photovoltaikpaneele auf dem Dach der Skihalle

Auf fast allen Dächern der Skihalle und auf den Freiflächen daneben sind Photovoltaikpaneele installiert, die zusammen eine Leistung von 10 MW produzieren. Das reiche nach Eigenangaben des Betreibers aus, um rechnerisch stromautark zu sein. Die Heizenergie für die Büroräume und den angrenzenden Hotel- und Gastronomiebereich der Skihalle wird von einer benachbarten Biogas-Anlage bereitgestellt.

## Anfahrt
Die Skihalle liegt einen Kilometer von der Autobahnausfahrt Wittenburg entfernt. Am Parkplatz der Skihalle befinden sich Ladestationen von Tesla und Fastned.
Mit öffentlichen Verkehrsmitteln wird die Skihalle von Hamburg oder Berlin aus bis Dezember 2025 noch etwas mühsam erreicht. Die Skihalle liegt direkt am Bahnhof Wittenburg an der Bahnstrecke Hagenow-Zarrentin, auf der derzeit nur Güterverkehr stattfindet (ab Dezember 2025 wird der Personenverkehr reaktiviert). Letzter bedienter Bahnhof ist derzeit Hagenow Land bzw. Hagenow Stadt, mit Busanschluss nach Wittenburg. Die Bushaltestelle Wittenburg, Gewerbegebiet befindet sich einen knappen Kilometer von der Skihalle entfernt. Alternativ existiert auch ein durchgehender Radweg zwischen Hagenow und Wittenburg.
Die BVB Berlin bietet in den Wintermonaten einmal pro Monat eine Tagesfahrt mit Reisebussen von Berlin zur Skihalle an.

## Erweiterung zum Wittenburg Village
Die Skihalle soll ein Teil des geplanten Wittenburg Village werden. Geplant sind 130 Ferienhäuser an einer künstlichen Seenlandschaft, ein Factory-Outlet-Center mit 80 Shops auf dem derzeitigen Parkplatz der Skihalle, ein Freizeitbad und eine eigene Zughaltestelle. Fertigstellung soll spätestens 2028 sein. Gebaut wird es vom Betreiber der Skihalle, der Van der Valk Deutschland GmbH.